# Museo di arte moderna e contemporanea (Fiume)
Il Museo di arte moderna e contemporanea (in croato: Muzej moderne i suvremene umjetnosti) è un museo nazionale con sede a Fiume, in Croazia.

## Storia
Il museo nasce nel 1948 come una galleria di belle arti. Nel 1962 c'è un cambio di nome dell'istituzione in Galleria moderna. Nella galleria indipendente Croatia, nel 1999 ottiene un nuovo nome e diventa la Modern Gallery of Rijeka - Museum of Modern and Contemporary Art. Il nome dell'istituzione attuale risale al 2003.

## Opere
La galleria ospita una collezione d'arte permanente fino al XX secolo.
Tra gli artisti europei le cui opere sono esposte compaiono all'interno della galleria, vi sono opere primarie dell'avanguardia di Ladislao de Gauss.